# Wombats RC
Der Wombats RC ist eine österreichische Rugbymannschaft. Die Mannschaft wurde 2003 von einer Handvoll Rugbybegeisteter in Bad Fischau-Brunn gegründet und konnte sich, nicht zuletzt aufgrund der hervorragenden Arbeit des australischen Trainers Colin McLachlan, in der heimischen Rugbyszene sehr schnell etablieren.

## Gründungsmannschaft des Wombats RC 2003
Durch den regen Zulauf an Spielern und der Übersiedlung nach Wiener Neustadt wurde 2004 aus der Handvoll Spieler nach und nach ein ernstzunehmender Gegner. Auch die ersten Sponsoren konnten für den Verein gewonnen werden, wodurch der Ankauf von neuen Dressen und Trainingsutensilien möglich wurde.
In der österreichischen Sevens Meisterschaft konnte in der Saison 2003/2004 der fünfte Platz von sechs errungen werden. In den Saisons 2004/2005, 2005/2006 und 2006/2007 belegte der Wombats RC jeweils den vierten Rang der Gesamttabelle bei zehn teilnehmenden Mannschaften.
An der österreichischen Bundesliga im 15er Rugby (mittlerweile Powerade Bundesliga) nahm der Wombats RC von 2003 bis 2005 in einer Spielgemeinschaft mit dem RUFC Graz teil. Seit 2006 tritt der Wombats RC im Rahmen der Niederösterreich XV Auswahlmannschaft gemeinsam mit dem RC Krems an.
Seit der Saison 2007/2008 gibt es nicht zuletzt auf Betreiben der niederösterreichischen Vereine wieder eine zweite Bundesliga in der sich neuere und schwächere Teams gegeneinander verbessern können. In der Saison 2007/2008 schaffte der 1. ORSC Linz den Aufstieg in die Bundesliga, der RUFC Graz nahm den umgekehrten Weg. Zusätzlich nimmt in der aktuellen Saison 2008/2009 noch die neu gegründete Spielergemeinschaft Kärnten XV an der zweiten Bundesliga teil.

## Herrenteam
- in Neuaufstellung

## Damenteam
- in Neuaufstellung